# Серир (месторождение)
Серир или Сарир — гигантское нефтяное месторождение в Ливии. Расположено на территории муниципалитета Эль-Вахат. Открыто в 1961, добыча началась в 1966 году. Относится к Сиртскому бассейну.
Геологические запасы оцениваются в 3,8 млрд тонн нефти. Начальные запасы оцениваются 2000 млн тонн, оставшиеся извлекаемые запасы оцениваются в 330—600 млн тонн нефти.

Нефтяные и газовые месторождения Ливии

Залежи на глубине 2490—2775 м. Плотность нефти 0,84 г/см3. Нефтеносность связана с отложениями мелового и палеогенного возраста. Нефтеносны пять пластов песчаников верхнего мела, залегающих на докембрийской фундаменте.
Оператором месторождения является Arabian Gulf Oil Company — 100-процентная дочерняя компания ливийской национальной нефтяной компании National Oil Company. 2007 году должны добыть 11 млн т нефти.
Нефть Сарира входит в состав ливийской экспортной марки нефти Es Sider.